# Triprolidină
Triprolidina este un antihistaminic H1 derivat de piridină și pirolidină, cu proprietăți anticolinergice. Este utilizat în tratamentul unor reacții alergice. Calea de administrare disponibilă este cea orală.
Medicamentul a fost patentat în 1948 și a fost aprobat pentru uz medical în 1953.